# Піранська затока
Піра́нська затока (хорв. Piranski zaljev або Savudrijska vala, словен. Piranski zaliv, італ. Baia di Pirano) — невелика затока Адріатичного моря, найпівденніша частина Трієстської затоки. З 1991 року була об'єктом територіальних суперечок між Словенією та Хорватією, що призвело до тимчасового блокування щодо вступу останньої до ЄС.

## Назва
Топонім «Савудрійська бухта» вперше був використаний як назва затоки близько 2000 року (до цього він використовувався тільки для її частини) місцевими рибалками-хорватами і був швидко прийнятий, спочатку хорватськими журналістами, потім місцевими органами влади, і, нарешті, на державному рівні для публікації офіційних карт. Проте, останнім часом Хорватія запропонувала нову назву: затока Драгоня або Драгонська затока (хорв. Dragonjski zaljev).

## Історія

Після Другої світової війни територія від північної частини Трієста до річки Мирна на півдні була частиною Вільної території Трієст. У 1954 році вона була тимчасово розділена між Італією та Югославією і офіційно приєднана до останньої 1975 року.
У 1991 році, незабаром після того, як обидві країни оголосили про свою незалежність в першому проекті пропозиції про розмежування Словенія пропонувала встановити кордон серединою бухти, що збігалося із позицією Республіки Хорватія. Проте 5 червня 1992 року Словенія вперше заявила, що вимагає суверенітету над усією акваторією. З того часу вона продовжувала наполягати на цій позиції.
Хорватія стверджує, що кордон має бути на однаковій відстані від обох сторін. Позов ґрунтується на першому реченні статті 15 Конвенції Організації Об'єднаних Націй з морського права.
Словенські претензії засновані на другому реченні тієї ж статті Конвенції ООН, яке встановлює історичні вимоги і замінює інші вимоги. За словами словенської сторони, Савудрія (хорватське село на іншому березі затоки) була пов'язана з Піраном протягом багатьох століть, а словенські поліцейські стверджують, що контролювали всю затоку в період з 1954 по 1991 рік. Якщо керуватися цим, Словенія може вимагати певні частини затоки на хорватській стороні відносно середньої лінії.

### Сухопутна ділянка

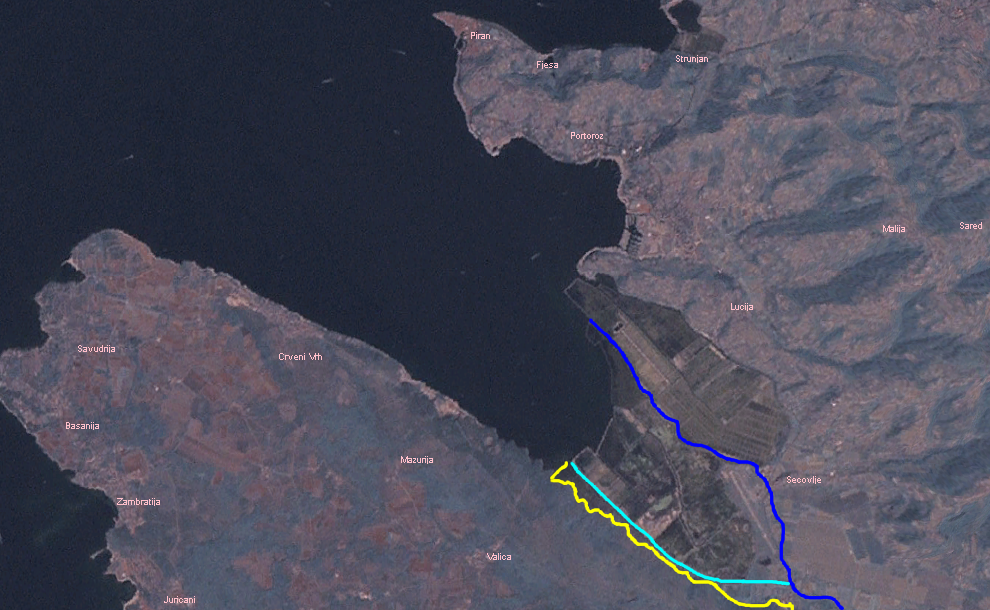

Поряд з невизначеністю морського кордону обидві країни також мають прикордонну суперечку щодо території уздовж річки Драгоня. Словенія стверджує, що межа знаходиться на південь від річки (позначено жовтою лінією на схемі), а відтак уся територія належить до Сечовлє, Регіон Обално-крашка, тоді як Хорватія стверджує, що кордоном має слугувати штучний канал Сан-Одорико (салатова лінія). Така позиція на користь Словенії, оскільки хорватська сторона вважає, що загалом історичне русло Драгоні проходить значно північніше (синя лінія).
За словами деяких хорватських експертів посадові особи Словенії і Хорватії домовилися щодо кордонів Соціалістичних Республік Хорватії і Словенії. Однак угода не була офіційно ратифікована жодною з країн, як і не була визнана на міжнародному рівні.
Ще одним джерелом конфлікту стало одностороннє створення хорватською стороною свого пункту перетину кордону на спірній території. Стверджуючи, що цей пункт контролю є лише тимчасовим рішенням, Хорватія включила цей контрольно—пропускний пункт до міжнародних документів. Через це територія на південь від створеного пункту пропуску, де проживають словенці, вважається багатьма політиками і юридичними експертами зі Словенії такою, що знаходиться під окупацією Хорватії. Крім того, Хорватія додала цей пункт контролю до документів, представлених в переговорному процесі щодо вступу в ЄС, без жодної вказівки на явно сумнівний статус ділянки кордону. Що було сприйнято Словенією як акт підриву територіальної цілісності країни.

## Вирішення конфлікту
Прикордонну суперечку було остаточно вирішено в 2009 році арбітражною угодою, прийнятою обома сторонами в рамках переговорів про вступ Хорватії до Європейського Союзу.